# G2 Kunsthalle
Die G2 Kunsthalle ist ein Privatmuseum für zeitgenössische Kunst in Leipzig.

## Sammlung
Die G2 Kunsthalle stellt seit März 2015 dauerhaft die Sammlung Hildebrand aus und enthält Werke von wichtigen Leipziger Künstlern u. a. Hans Aichinger, Katrin Brause, Henriette Grahnert, Paule Hammer, Uwe Kowski, Peter Krauskopf, Rosa Loy, Neo Rauch Christoph Ruckhäberle, David Schnell und Matthias Weischer. Ergänzt wird die Sammlung um nationale und internationale Positionen wie Norbert Bisky, Miriam Cahn, Simon Fujiwara, Anne Imhof, Oscar Murillo, Daniel Richter, Tomás Saraceno oder Wolfgang Tillmans.
Im Juli 2022 eröffnete die G2 Kunsthalle das Schaulager, wodurch die Fläche um eine weitere Etage von über 1100 m² auf über 2200 m² für Ausstellungen, Veranstaltungen und Projekte vergrößert wurde. Im G2 Schaulager werden Lagerung und Ausstellung zeitgenössischer Kunst durch ein offenes Depotwandsystem verbunden, welches von klassischer Ausstellungsfläche umgeben ist.

## Meisterschülerpreis
Seit 2017 lobt die G2 Kunsthalle in Zusammenarbeit mit der Hochschule für Grafik und Buchkunst Leipzig jährlich den Meisterschülerpreis der G2 Kunsthalle aus und engagiert sich damit auf dem Gebiet der direkten Künstlerförderung.

## Geschichte des Gebäudes
Das Gebäude Dittrichring 13 wurde 1986 für den VEB Datenverarbeitungszentrum der Stadt Leipzig errichtet. Seit der Wende stand das Gebäude zeitweise leer und wurde später vom Leipziger Immobilienkaufmann Steffen Hildebrand erworben, saniert und teilweise auf einer Fläche von 1100 m² zur Kunsthalle umgebaut.

## Kurator
Von 2015 bis 2022 kuratierte die Kunsthistorikerin Anka Ziefer die Ausstellungen der G2 Kunsthalle. Im Mai 2022 übernahm der neue Direktor, Leo Wedepohl die Leitung.